# Psychologie économique
 (17 avril 2017).
La psychologie économique est l’étude scientifique des conduites économiques menées par les agents économiques.
Suivant George Katona (en) (1951), l’École anglo-américaine (représentée notamment par Eva Mueller, James Morgan, John B. Lansing, mais aussi par Herbert Simon, Stephen Lea, F. Koppeman et, plus récemment, par Daniel Kahneman) privilégie l’expression « économie du comportement » (Économie comportementale), les chercheurs français, dont rares sont ceux qui ont adopté le point de vue behavioriste, s’inscrivent dans la lignée de Gabriel Tarde (fondateur, en 1901, de la psychologie économique) et, parce qu’ils distinguent nettement, avec Daniel Lagache (1950), « conduite » et « comportement », préfèrent utiliser l’appellation de « Psychologie économique » dont le concept fondamental est celui de « conduite » (Paul Albou, 1955, 1984).
La conduite est un comportement significatif par lequel un « agent économique » (individu, ménage, entreprise, administration) s’efforce, dans un contexte socioéconomique et culturel donné, de « réaliser ses possibilités ou de réduire les tensions qui le mettent en mouvement » (Daniel Lagache). Travailler ou se distraire, consommer ou accumuler, épargner ou investir, acheter ou vendre, se déplacer ou se fixer, évaluer le rapport coût/avantage d’une opération quelconque, tout cela relève de la conduite économique, dont la finalité pourrait être, comme le disait Whitehead de la conduite en général, de « vivre, vivre bien, vivre mieux » (Alfred North Whitehead, 1919). En ce sens, toute activité humaine a, ou peut avoir, une dimension économique.

## Historique
La psychologie économique a été fondée par Gabriel Tarde dans son cours célèbre du Collège de France (Paris, 1901-1902). Tarde, inscrivant ses travaux dans le cadre des sciences humaines, explique la conduite notamment par le désir et la croyance. Le décès, de Tarde, en 1904, ne lui a pas donné le temps de contrer l’opposition de l’école durkheimienne qui, pendant des décennies, a occulté les recherches de ce sociologue, dont l’ouvrage fondateur vient seulement d’être réédité. Certains économistes (André Nicolaï (1960), Pierre-Louis Reynaud (1964), Jacques Wolff (1991)), se sont intéressés récemment à certains aspects économiques de la conduite, mais leurs apports, pour intéressants qu’ils aient été, sont toutefois restés marginaux.
C’est des « néo-américains » qu’est venu le renouveau : Ernest Dichter (1946) créant la recherche de motivations, et surtout George Katona (en) (1951), professeur à l’Institute of Social Research de l’université du Michigan, ont permis d’approfondir « l’analyse psychologique du comportement économique ». Les psychologues, restés longtemps indifférents à ce type de problèmes, ont, depuis les années 1950, repris et développé l’ensemble de ces travaux. La constitution, en France, dès 1955, d’un groupe de travail animé par Paul Albou au Commissariat général à la productivité, la création, à l’université René Descartes (Paris), du Laboratoire de psychologie économique (Paul Albou, Pierre Schoenlaub, 1972) et la fondation, en 1976, de l’Association française de psychologie économique, ont donné à cette discipline une impulsion décisive.
D’autres chercheurs, principalement européens, ont contribué à cet essor : Gery van Veldhoven (Pays-Bas), Karl-Erik Warneryd (Suède), Stephen Lea (Grande-Bretagne), Herman Bradstätter (Autriche) ont été parmi les animateurs d’un mouvement qui s’est concrétisé par la création, en 1982, de l’International Association for Research in Economic Psychology (IAREP), la publication périodique du Journal of Economic Psychology et l’organisation de colloques annuels, dont le colloque de Paris (1981). D’autres colloques ont lieu régulièrement, qui se tiennent chaque fois dans un pays différent. Enfin, et bien qu’il soit fort étranger aux idées de Gabriel Tarde, Daniel Kahneman (États-Unis/Israël) a reçu, en 2002, un prix Nobel d’économie.

## Les méthodes
Il n’est pas de science sans méthodes de recherche, de contrôle et d’évaluation. La psychologie économique utilise un vaste éventail de procédés et de techniques, dont on trouvera la description détaillée dans le manuel de Paul Albou (La Psychologie économique, chapitre IV, pages 66-118). On distinguera : 

### Les méthodes d’observation
- L’observation clinique (dont l’entretien non directif, l’entretien en profondeur (employé notamment pour la recherche de motivation) et l’étude des traces), qui appelle le recours à l’analyse de contenu.
- L’observation « armée », dont le questionnaire, sous ses formes diverses est l’instrument fondamental.

### Les méthodes expérimentales
On citera, à titre d’exemples, l’action research (ou recherche-action) de Kurt Lewin, Floyd Mann ou Michel Crozier), et les recherches sur le produit et son conditionnement, qu’utilisent très largement les études publicitaires.
Le survey employé, à Ann Arbor, par George Katona (en), dès 1946, pour étudier les disponibilités financières des consommateurs et leur utilisation (survey of consumer finances, Consumer sentiment index) repose, comme les tests conjoncturels, sur le questionnaire qui vise non seulement à expliquer, mais aussi à prévoir les conduites économiques. Pierre-Louis Reynaud a décrit, d’autre part, les « indicateurs de dynamisme », et a proposé un graphique d’évaluation qui, les uns et les autres sont des instruments commodes, mais difficiles à valider.
Les modèles, enfin, sont nombreux et ont la faveur des chercheurs aujourd’hui. À côté du modèle de Keynes, déjà ancien (1936), on peut citer celui de Pierre-Louis Reynaud (1974), celui de Fred van Raaj (1979), et surtout  le « modèle ternaire », mis au point au Laboratoire de psychologie économique de l’université René Descartes, et présenté par Paul Albou au troisième colloque européen d’Augsbourg, en 1972. Utilisé notamment à l’Institut national agronomique, ce modèle, qui repose sur des fondements épistémologiques, a servi, également, à l’étude des problèmes du travail (1991).

## Les domaines de la psychologie économique
Si la psychologie économique repose sur une théorie générale de la conduite économique, elle ne s’en tient nullement à des considérations abstraites ou à des esquisses taxonomiques. Elle s’intéresse surtout à des applications concrètes, explorant un champ toujours plus vaste, et constamment renouvelé. Il n’est donc pas possible d’en brosser un tableau complet. Quelques exemples suffisent pour en montrer la diversité et les perspectives :
- La psychologie du consommateur (psychologie de la vente et de la publicité) a transformé les pratiques du Marketing pour les rendre plus efficaces, s’agissant notamment de la consommation de masse. Le rôle de la communication et des mécanismes de l’influence ont débordé largement le domaine économique et les responsables politiques s’y intéressent toujours plus. Selon Romain CALLY, "la psychologie du consommateur est une discipline dont l’objectif est de comprendre et d’influencer le comportement d’achat individus"l. En marketing, pour accroître les ventes d’un produit, les professionnels adoptent un certain nombre de techniques psychologiques. Bien souvent, l’individu est incité à acheter, car l’environnement et les signaux que lui envoient les hommes du marketing finissent par le persuader de le faire. Longtemps comprise sous le terme de "analyse du comportement du consommateur", la psychologie du consommateur (ou de la consommation) connait un essor important ces dernières années. Elle met en lumière les processus d'influence qui conditionnent à leur insu les consommateurs.
- L’écologie constitue également un champ particulièrement prometteur pour la recherche scientifique. L’étude du contexte naturel (problèmes d’entretien, de gaspillage, de pollution, de gestion des déchets, etc.), et celle du contexte humain (la gestion des ressources humaines), apparaissent aujourd’hui comme absolument nécessaires à mesure que se développe la mondialisation.
- La psychologie du développement devra expliquer l’échec des politiques internationales d’aide, et d’investissement. Les délocalisations renouvellent la psychologie du travail.
- Les problèmes du travail ont, depuis longtemps, constitué un champ d’exploration particulièrement fructueux. L’entreprise, dans son environnement (local, national, international) n’est plus seulement considérée comme la source du profit, elle est tenue pour responsable de nuisances, et l’on y porte une attention accrue aux problèmes du stress, du surmenage, du chômage, du vieillissement, etc.
- La psychologie des relations économiques internationales ne repose plus seulement sur la théorie, classique depuis David Ricardo, de la « concurrence pure et parfaite ». Le « commerce équitable » prend une certaine ampleur, mais reste encore assez déclamatoire.
- La psychologie du tourisme, en pleine expansion, a pris, avec Jean-Didier Urbain et Paul Albou, une importance que les politiques d’aménagement régional ne peuvent plus ignorer. L’utilisation ludique, sportive, culturelle, du « temps libre », est devenue une préoccupation majeure des consommateurs de loisirs. Joffre Dumazedier[13] (1962) a été un précurseur en ce domaine.

Enfin, et sans prétendre clore cette liste purement indicative (où l’on pourrait inclure, par exemple, la psychologie de l’impôt (Gabriel Ardant), la psychologie des finances publiques (G.H. Bousquet), la psychologie de la décision (Paul Albou), la psychologie de la prévision économique (Jean Fourastié, Bertrand de Jouvenel), signalons que la psychopathologie économique appelle de nouvelles recherches, bien au-delà des aspects juridiques, ou répressifs, de certaines conduites que mentionnait déjà Gabriel Tarde dès avant 1901. Les délits et les crimes (le vol, l’escroquerie, la fraude, notamment la fraude fiscale), la contrebande, la spéculation sans freins, la contrefaçon, la psychopathologie de la transplantation, etc., etc.  ont des motivations et des conséquences économiques déterminantes.